# Брати по зброї (фільм)
Брати по зброї (англ. Comrades in Arms) — американський бойовик 1992 року.

## Сюжет
Елітний підрозділ «Дельта» отримує завдання захопити керівників найпотужнішої терористичної організації. Бійці «Дельти» не знають поразок. Але ця операція стає для них першим провалом. І тоді з великим небажанням уряд Сполучених Штатів змушений звернутися до колишніх ворогів — росіян. Тепер російський спецназ і «Дельта» бік о бік йдуть у бій. Вони поклялися у вічній ненависті один одному — і ось стали братами по зброї. Адже у мешканців обох півкуль кров однаково червона.

## У ролях
- Лайл Альзадо — генерал Рада
- Рік Вошберн — Рік Бернс
- Джон Крістіан Інгвордсен — Френк Вайт
- Ленс Генріксен — Роб Рід
- Стівен Каман — полковник Котчов
- Джон Вейнер — Халіл
- Паркер Гентрі — Парка
- Лорна Кортні — Анка
- Анжелко Богданов — Манко
- Пол Боргезе — Каллахан
- Енджел Кабан — Анжелко
- Дідре Коулмен — Наташа
- Ахмед Бен Ларбі — Момар
- Бетсі Нью — Деб
- Роберт Рестайно — контрабандист
- Джонні Стамплер — сержант Стамплер